# Ariel Peterpan
Nazril Irham, más popularmente conocido como Ariel Peterpan (nacido en Pangkalan Brandan, Langkat, Sumatra del Norte, el 16 de septiembre de 1981), es un cantante indonesio fue vocalista de la banda musical Peterpan, considerada como una de las mejores bandas en la historia de Indonesia, siendo la única en lograr la venta de millones de copias de su álbum más famoso "Bintang di surga” (Estrellas en el cielo). Ariel es el menor de 3 hermanos. Fue el miembro principal de este grupo que interpretaba los géneros rock alternativo y pop. Ariel también fue un estudiante en la facultad de ingeniería en la Universidad de Bandung. En 2008 decidió cambiar el nombre de la banda, presentándola en 2012 oficialmente como Noah. Para ese tiempo Peterpan había decaído, no obstante el primer trabajo como Noah (“separuh aku” La mitad de mí) hizo resurgir a la banda, la cual sigue lanzando nuevos temas hasta la actualidad. 
Ariel contrajo matrimonio en 2005 con Sarah Amalia, de dicha unión nació una niña llamada "Anata Irham”. En 2008 por mutuo acuerdo, Ariel y su, para ese entonces esposa, decidieron divorciarse. 

## Film
- Sang Pemimpi (2009)

## Otras actividades
Además de su carrera en el mundo de la música, Ariel también ha colaborado en publicidades. Se convirtió en un modelo de anuncios de Sunsilk junto a la modelo de Amy Lee.